# Barsukowka (Kaliningrad, Neman)
Barsukowka (russisch Барсуковка, deutsch Bartukeiten, 1938 bis 1945 Bartenhöh, litauisch Bartukaičiai) ist ein Ort in der russischen Oblast Kaliningrad. Er gehört zur kommunalen Selbstverwaltungseinheit Stadtkreis Neman im Rajon Neman.

## Geographische Lage
Barsukowka liegt sechs Kilometer südlich der Stadt Sowetsk (Tilsit) östlich der – zurzeit nicht betriebenen – Bahnstrecke Tschernjachowsk–Sowetsk (Insterburg–Tilsit). Vor 1945 war die nächste Bahnstation Pamletten (russisch: Strelotschnoje). Weil der dazugehörige Ort nicht mehr existiert, trägt die Station heute den Namen  „Barsukowka“. Eine unwegsame Straße führt von der russischen Fernstraße A 216 (einstige deutsche Reichsstraße 138, heute auch Europastraße 77) direkt in den Ort.

## Geschichte
Das einst Bartukeiten genannte Dorf bestand vor 1945 aus ein paar großen Höfen. Im Jahre 1874 wurde das Dorf in den neu errichteten Amtsbezirk Ballgarden (der Ort existiert heute nicht mehr) eingegliedert. Bald danach in „Amtsbezirk Kallkappen“ umbenannt, war er Teil des Kreises Ragnit im Regierungsbezirk Gumbinnen der preußischen Provinz Ostpreußen.
Der Amtsbezirk Kallkappen wurde am 24. März 1921 aufgelöst und das Dorf Bartukeiten in den neuen Amtsbezirk Moritzkehmen (der Ort hieß zwischen 1938 und 1946 „Moritzhöhe“ und existiert nicht mehr) integriert, der am 1. Juli 1922 zum Landkreis Tilsit-Ragnit kam. Der Amtsbezirk Moritzkehmen bestand nur vier Jahre und wurde am 21. Oktober 1925 aufgelöst. Bartukeiten wurde nun Teil des neuen Amtsbezirks Bendiglauken, der ab 1939 in „Amtsbezirk Bendigsfelde“ (der Ort existiert heute auch nicht mehr) umbenannt wurde und bis 1945 bestand.
Im Jahre 1910 lebten in Bartukeiten offiziell 121 Menschen. Am 1. Oktober 1928 verlor das Dorf seine Eigenständigkeit und wurde in den Nachbarort Pamletten (russisch: Strelotschnoje, nicht mehr existent) eingemeindet. Am 3. Juni – amtlich genehmigt am 16. Juli – im Jahre 1938 wurde Bartukeiten aus politisch-ideologischen Gründen in „Bartenhöh“ umbenannt.
Nachdem das Dorf 1945 in Kriegsfolge zur Sowjetunion gekommen war, erhielt es 1947 die russische Bezeichnung Barsukowka. Gleichzeitig wurde der Ort in den Dorfsowjet Nowokolchosnenski selski Sowet im Rajon Sowetsk eingeordnet. Von 2008 bis 2016 gehörte der Ort zur Landgemeinde Schilinskoje selskoje posselenije und seither zum Stadtkreis Neman.

## Kirche
Wie fast überall in Ostpreußen war der weitaus größte Teil der Bevölkerung Bartukeitens resp. Bartenhöhs evangelischer Konfession. Vor 1945 war das Dorf somit in das Kirchspiel der Litauischen Kirche in Tilsit (Tilsit-Land) eingegliedert. Es war Teil der Diözese Tilsit im Kirchenkreis Tilsit-Ragnit, der zur Kirchenprovinz Ostpreußen der Kirche der Altpreußischen Union gehörte. Heute liegt Barsukowka im Einzugsbereich der evangelisch-lutherischen Gemeinde in Slawsk (Heinrichswalde) innerhalb der Propstei Kaliningrad (Königsberg) der Evangelisch-lutherischen Kirche Europäisches Russland.

## Verweise